# Auxis
Auxis – rodzaj morskich ryb okoniokształtnych z rodziny makrelowatych (Scombridae).

## Zasięg występowania
Wschodni Pacyfik, Bałtyk, Morze Północne, Morze Śródziemne, Morze Czarne i Morze Czerwone.

## Klasyfikacja
Gatunki zaliczane do tego rodzaju:
- Auxis brachydorax
- Auxis eudorax
- Auxis rochei – tazar marun[3], marun[3]
- Auxis thazard – tazar[4], tuńczyk makrelowy[5]

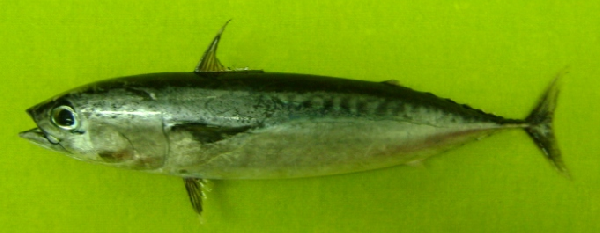
Auxis rochei